# Takashi Hirano
Takashi Hirano (født 15. juli 1974) er en japansk fodboldspiller.

## Japans fodboldlandshold
| Japans landshold | Japans landshold | Japans landshold |
| År               | Kmp              | Mål              |
| ---------------- | ---------------- | ---------------- |
| 1997             | 5                | 1                |
| 1998             | 7                | 2                |
| 1999             | 0                | 0                |
| 2000             | 3                | 1                |
| Total            | 15               | 4                |